# ノートカー

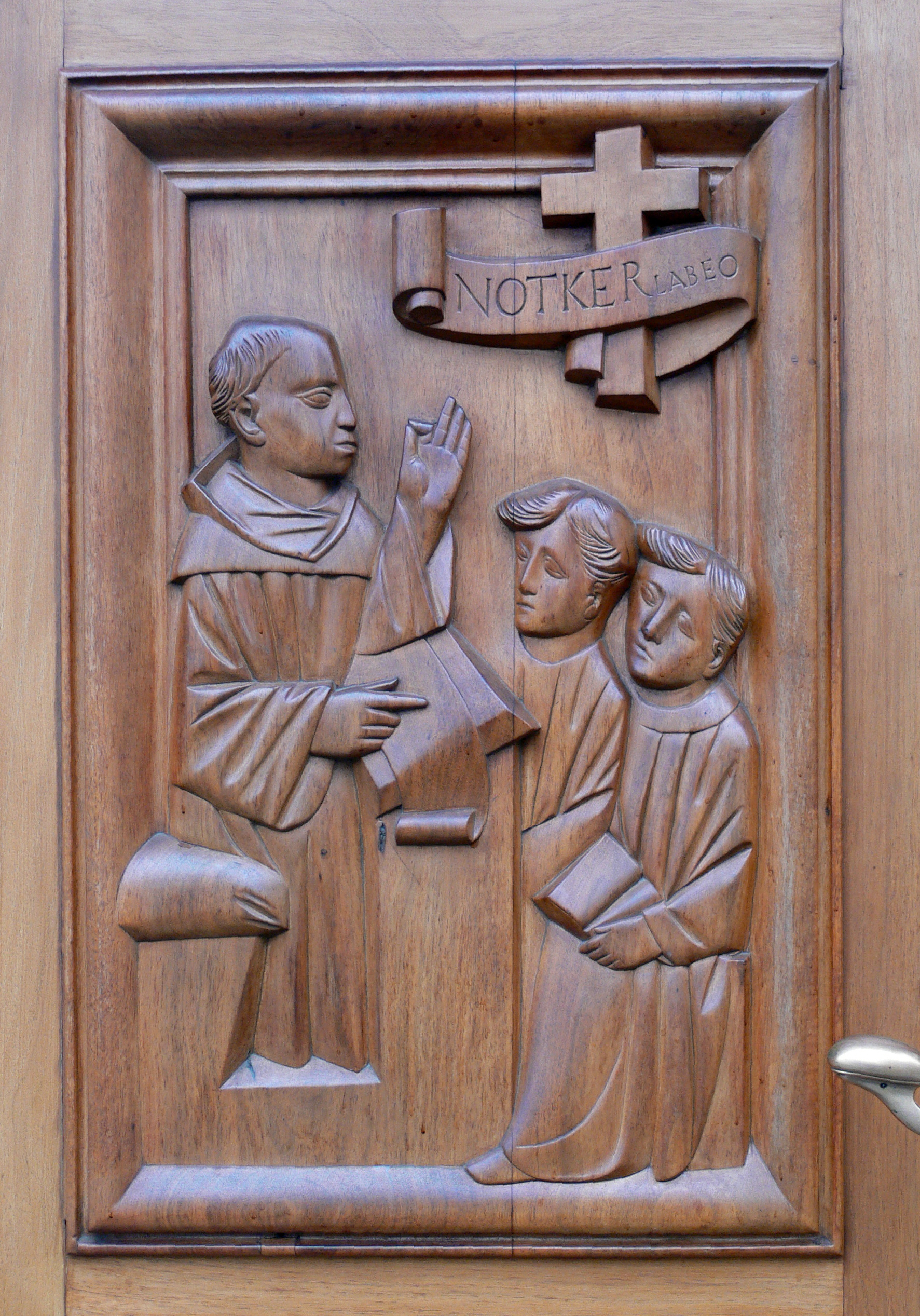
ノートカー (ザンクト・ガレン修道院教会扉のレリーフ

ノートカー3世（Notker III. 950年頃 トゥールガウ - 1022年6月28日 ザンクト・ガレン）は、ベネディクト会の修道士で、ザンクト・ガレン修道院付属学校の教師。中世において、最初にアリストテレスの注釈を行った人物である。彼は、マルティン・ルター以前の最も重要な翻訳家である。ノートカー・ラベオ (Notker Labeo)、ノートカー・トイトニクス (Notker Teutonicus)、ノートカー・デア・ドイチェ (Notker der Deutsche) とも呼ばれる。なお、同じザンクト・ガレン修道院の修道士で『カロルス大帝業績録』（Gesta Karoli Magni Imperatoris）を著わしたノートカー（840-912）は、≫Notker I.≪、≫Notker Balbulus≪、≫Notker der Stammler≪（「ノートカー1世」、「どもりのノートカー」、「吃者ノートカー」）等と呼ばれている。

## 生涯
ノートカーは、中世初期の当時、修道院付属学校の課題となっていたラテン語の古典文学の作品を個々に古高ドイツ語に翻訳した。その関係で彼は音韻的に明確なドイツ語の正書法を発展させ、それは、のちに言語学者から「ノートカーの語頭音規則」と呼ばれている。また、彼の功績でとくに重要なのは、詩篇の翻訳とその注釈である。
そのほか彼が翻訳を手がけた著作家は、セネカ、キケロ、ボエティウス、マルティアヌス・ミネウス・フェリクス・カペッラである。彼はボエティウスからアリストテレスのラテン語訳と注釈を古高ドイツ語に翻訳した。
「全中世にとって標準となる自由学科論を著わしたのは、マルティヌス・カペラである。この書物を」古高ドイツ語に訳したのもノートカーである。
ノートカーは、皇帝ハインリヒ2世のイタリア侵攻の参加者がザンクト・ガレンに持ち込んだ感染症で亡くなった。別の資料では、ペストが死因だったとも伝えられる。

## 著作
ノートカーの翻訳は、ラテン語のテキストを理解することを一面的に狙うのではなく、むしろ古高ドイツ語による的確な表現を主眼におくもので、そのため彼はとりわけ生徒たちに人気が高かった。事実上彼こそが、新しい学問的言語とならんで、繊細な芸術的感覚に培われたドイツ語の文学的言語を作り上げたのである。翻訳の仕事とともに彼が行ったドイツ語アレマン方言の書記素の体系化はとくに印象深く、そもそもこのノートカーの体系があって、はじめてドイツ語の歴史の礎ができた。ノートカーは司教フーゴー・フォン・ジッテンに宛てた手紙で、「アクセント記号（アキュート・アクセントとサーカムフレックス）なしでドイツ語の単語は表記できないと自覚しなければならないでしょう。もっとも冠詞は例外です。これだけはアクセントなしで発音されますから」と述べている。
ノートカーが『修辞学』で引用しているドイツ語の詩は例えば下のようである。
Sóse snél snéllemo   pegágenet ándermo
sô uuírdet slîemo   firsniten sciltrîemo
試訳：勇士が勇士に出逢えば、たちまちに盾の紐が切られる（戦いが始まる）
「脚韻を踏む詩において古来の頭韻の文体が維持されている」。

## 文献リスト
- Sonja Glauch: Die Martianus-Capella-Bearbeitung Notkers des Deutschen, Tübingen 2000 (Münchener Texte und Untersuchungen 116/117) (Max-Weber-Preis der Bayerische Akademie der Wissenschaften, 1999)
- Dieter Kartschoke: Geschichte der deutschen Literatur im frühen Mittelalter, 4. Nottker III, 3., aktualisierte Auflage, München: Deutscher Taschenbuch Verlag, 2000, S. 199.
- Harald Saller: Ein neues Editionskonzept für die Schriften Notkers des Deutschen anhand von De interpretatione, Lang Frankfurt Main 2003, ISBN 3-631-50250-8 (Kultur, Wissenschaft, Literatur. Beiträge zur Mittelalterforschung, Vol. 4), Dissertationsschrift 2003 (Demo-CD)
- Horst Dieter Schlosser: dtv-Atlas Deutsche Literatur. München: Deutscher Taschenbuch Verlag, 10.Aufl. 2006 (ISBN 3-423-03219-7), S. 21, 34f., 38f.